# Kickin' it
Kickin' it er en amerikansk tv-serie der havde premiere på Disney XD i 2011. Serien er produceret af Jim O'Doherty.

## Handling
Serien handler om den nye dreng, Jack, som er et naturtalent til karate. Han bliver hurtigt venner med Milton, Jerry og Eddie der sammen går til karate på Bobby Wasabi Karateakademi, hos sensei Rudy.
Pigen Kim – der går til karate i De Sorte Drager – bliver gode venner med Jack, og flytter derefter til Bobby Wasabi-akademiet.
Sammen klarer de fem venner alt, og de bliver venner for evigt.

## Personer
Jack (Leo Howard) er den nye dreng hvis bedstefar var selveste Bobby Wasabis sensei. Han er selv et naturtalent til karate, og charmerende. Han vil gøre alt for sine venner.
Milton (Dylan Riley Snyder) er den lidt kiksede og splejsede fyr, der elsker at være sammen med sine venner og faktisk er god til karate, hvis han virkelig gør sig umage, eller hvis nogen gør ham vred (hvilket er ret svært).
Jerry (Mateo Arias) tror selv, han er lidt af en specialist til karate, men er samtidig svær at overbevise om sit manglende talent. Men han er ikke håbløs, og med vennernes hjælp vil han kunne nedlægge selv den største bølle på skolen.
Kim (Olivia Holt) er den smukke og talentfulde pige og karate-talentet fra Den Sorte Drage. Hun flytter dog til Bobby Wasabi-akademiet, da hun bliver venner med Jack og de andre. Hun har det sorte bælte ligesom Jack og Rudy. Kim er god til næsten alle sportsgren, og de fleste drenge bliver forelsket i hende, så snart de ser hende.
Eddie (Alex Christian Jones) er den generte og flinke dreng i slænget, rimelig slap, men den bedste ven man kan ønske sig. Han bliver tit nedlagt af piger, men med lidt træning kan han blive til den stærkeste drage.
Rudy (Jason Earles) er sensei på Bobby Wasabi-akademiet, og har det sorte bælte. Engang var han toppen af karate, men efter en skade faldt han til bunden og købte Bobby Wasabi-akademiet med store intentioner.
 Der er for få eller ingen kildehenvisninger i denne artikel, hvilket er et problem. Du kan hjælpe ved at angive troværdige kilder til de påstande, som fremføres i artiklen.